# L'Attaque du moulin (nouvelle)
Pour l’article homonyme, voir L'Attaque du moulin (opéra).
L'Attaque du moulin est une nouvelle d'Émile Zola, publiée dans le recueil collectif Les Soirées de Médan en 1880.

## Résumé
L'action de la nouvelle se déroule dans un petit village de Lorraine, Rocreuse, dans le contexte de la guerre contre la Prusse de 1870.
Le père Merlier est un vieux meunier aisé qui est aussi maire du village. Veuf, il vit avec sa fille de 18 ans, Françoise. Son mariage avec Dominique, d'origine belge, est prévu pour le jour de la Saint-Louis, le 25 août.
Cependant, les Prussiens attaquent le village. Pendant l'assaut, une grande partie du moulin est détruite. Françoise est blessée au front, ce qui pousse Dominique à prendre les armes pour la défendre. Il est très bon tireur, mais ne devrait pas se battre au nom de la France puisqu'il est d'origine étrangère.
Pour cette raison, le capitaine prussien qui occupe les lieux ordonne son exécution pour le lendemain matin, sauf s'il accepte de les aider à se guider dans les bois alentour. Pendant la nuit, Françoise, l'aide à s'échapper. Les Prussiens menacent d'exécuter son père si elle ne le ramène pas au moulin. Choix qu'elle n'aura pas à faire, puisque Dominique revient de lui-même, pour que son futur beau-père soit épargné.
L'armée française arrive pour reprendre Rocreuse, mais les Prussiens ont tout de même le temps de fusiller Dominique. Le père Merlier meurt d'une balle perdue pendant l'assaut. Les Français se réjouissent de leur victoire.

## Analyse
Contrairement aux autres nouvelles composant Les Soirées de Médan, Zola cultive la tragédie héroïque plutôt que le sarcasme. La fin, quand le capitaine français crie « Victoire ! Victoire ! », est volontairement ambiguë. L'alternance et le renversement entre les différents chapitres, la rupture de l'harmonie décrite au premier, l'ironie tragique du dénouement effacent la distinction entre vainqueurs et vaincus et clament l'absurdité du conflit. La nouvelle n'est pas écrite pour flatter le patriotisme : Français et Prussiens se ressemblent dans la mort, ils sont les deux agents d'une même fatalité. La guerre n'est que le destin qui accable les trois principaux personnages.

## Prépublications
- Le Messager de l'Europe, juillet 1877, sous le titre Un épisode de l'invasion de 1870
- La Réforme, 15 août 1878
- Le Figaro, 25 avril 1880
- La Vie populaire, 25 avril et 2 mai 1880

## Éditions
- Édition originale : dans le recueil Les Soirées de Medan, Charpentier, avril 1880
- Émile Zola, Œuvres complètes, t. 9, Cercle du livre précieux, édition d'André Stil, 1968
- Émile Zola, Contes et Nouvelles, Gallimard, La Pléiade, édition de Roger Ripoll, 1989 (ISBN 2-07-010846-5)
- Émile Zola, Nouvelles noires, Livre de Poche, 2013 (ISBN 978-2253163619)
- Émile Zola, Contes et Nouvelles II (1875-1899), Garnier-Flammarion, 2008, réédition 2020 (ISBN 978-2-0812-0823-0)

## Adaptation
- L'Attaque du moulin, opéra d'Alfred Bruneau, livret de Louis Gallet, créé en 1893. Un nouveau personnage est introduit : Marcelline, vieille servante maudissant la guerre qui lui a pris ses deux fils. Pour ne pas représenter des prussiens sur la scène, l'action est située en 1793[4]. Au dénouement, seul le père Merlier trouve la mort[5].
- The Attack on the mill, film d'Edwin S. Porter (1910)[6]
- Noc poslubna, film finlandais d'Erik Blomberg (en) (1959), dans lequel l'action est déplacée pendant les guerres napoléoniennes[7]